# Wladimir-Tschelomei-Gletscher
Der Wladimir-Tschelomei-Gletscher (russisch Ледник Владимира Челомея Lednik Wladimira Tschelomeja) ist ein Gletscher im ostantarktischen Königin-Maud-Land. Er liegt in der Heimefrontfjella.
Russische Wissenschaftler benannten ihn. Namensgeber ist der sowjetische Raketenkonstrukteur Wladimir Nikolajewitsch Tschelomei (1914–1984).